# George Waggner
George Waggner (7 de setembre de 1894 - 11 de desembre de 1984) va ser un actor, director, productor i escriptor nord-americà. És més conegut per produir i dirigir la pel·lícula de 1941 The Wolf Man. Per alguna raó desconeguda, Waggner de vegades configurava el seu nom en lletres minúscules, però amb les dues G del seu cognom en majúscula ("waGGner"), fins i tot als crèdits d'algunes de les produccions que va dirigir.

## Carrera
Nascut a Nova York, es va formar com a químic i va servir a la Primera Guerra Mundial abans de venir a Hollywood per seguir una carrera com a actor. Va debutar al cinema com a actor interpretant Yousayef a The Sheik (1921). Més tard va actuar en pel·lícules western. La primera pel·lícula que va dirigir va ser Western Trails (1938). Durant la seva carrera com a director de cinema, va treballar amb John Wayne (The Fighting Kentuckian), Lon Chaney Jr. (Man-Made Monster i la seva pel·lícula més famosa, The Wolf Man), Brian Donlevy i Broderick Crawford (South of Tahiti), Randolph Scott (Gunfighters) i Boris Karloff (The Climax). Encara que avui dia és conegut principalment per les seves pel·lícules de terror, Waggner també va dirigir moltes pel·lícules de western, pel·lícules d'acció i pel·lícules de guerra.
Durant la seva carrera com a director de cinema, també va escriure cançons que van aparèixer a les seves pel·lícules, començant per "Round, White, and Ruby Red" d'Operation Pacific. Al final de la seva carrera, havia escrit més de 100 cançons.
A la dècada de 1960, va passar del cinema a la televisió, dirigint episodis de les sèries de televisió Maverick, Batman , The Green Hornet, 77 Sunset Strip i The Man from U.N.C.L.E..
El 1957 va dirigir Red Nightmare, una pel·lícula de propaganda de la Guerra Freda produïda pel Departament de Defensa i narrada per Jack Webb.

## Vida personal
Waggner va morir a Woodland Hills (Los Angeles), Califòrnia l'11 de desembre de 1984, als 90 anys.

## Filmografia
Director
- Western Trails (1938)
- Prairie Justice (1938)
- Mystery Plane (1939)
- Stunt Pilot (1939)
- Wolf Call (1939)
- The Phantom Stage (1939)
- Drums of the Desert (1940)
- Man Made Monster (1941)
- Horror Island (1941)
- The Wolf Man (1941)
- South of Tahiti (1941)
- Sealed Lips (1942)
- The Climax (1944)
- Frisco Sal (1945)
- Shady Lady (1945)
- Tangier (1946)
- Gunfighters (1947)
- The Fighting Kentuckian (1949)
- Operation Pacific (1951)
- Red Nightmare aka Freedom and You i The Commies Are Coming, the Commies Are Coming (1957)

Waggner també va dirigir les següents pel·lícules/episodis fets per a televisió
- The Sword of Villon (1956)
- Destination Nightmare (1958)
- Jack the Ripper (1958)
- The Veil (1958)
- 77 Sunset Strip ("Canien Caper" - 1959)
- 77 Sunset Strip ("The Left Field Caper" - 1963, estilitzat com a "george waGGner")
- The Jane Wyman Show (“Roadblock Number Seven” - 1957)
- Wagon Train ("The John Cameron Story" - 1957)
- Wagon Train ("The Cliff Grundy Story" - 1957)
- Batman (10 episodis - 1966-1968, estilitzat com a "george waGGner")

Guionista
- Gorilla Ship (1932)
- Once to Every Bachelor (1934)
- Champagne for Breakfast (1935)
- Air Devils (1938)
- Oklahoma Terror (1939)
- Laughing at Danger (1940)
- The Fatal Hour (1940)
- Queen of the Yukon (1940)
- On the Spot (1940)
- Phantom of Chinatown (1940)
- Drums of the Desert (1940)
- Man Made Monster (1941)
- The Climax (1944)
- The Fighting Kentuckian (1949)
- Operation Pacific (1951)
- Pawnee (1957)
- Man from God's Country (1958)

Productor
- Badlands of Dakota (1941)
- The Wolf Man (1941)
- The Ghost of Frankenstein (1942)
- Sin Town (1942)
- Invisible Agent (1942)
- Frankenstein Meets the Wolf Man (1943)
- Phantom of the Opera (1943)
- Cobra Woman (1944)
- The Climax (1944)

Actor
- The Sheik (1921)
- The Great Alone (1922)
- The Iron Horse (1924)
- His Hour (1924)
- Love's Blindness (1926)